# 1 grosz (1835–1841)
1 grosz (1835–1841) – moneta groszowa Królestwa Kongresowego okresu po powstaniu listopadowym, wprowadzona do obiegu jako następczyni monety 1 grosz polski (1816–1835), po zatwierdzeniu 18 maja 1835 r. przez cara Mikołaja I zmodyfikowanych rysunków monet miedzianych i bilonowych dla Królestwa Polskiego. Była bita na podstawie ukazu cara Aleksandra I z 1 grudnia 1815 r., w miedzi, w latach 1835–1849, z datą na monecie 1835–1841, według systemu monetarnego opartego na grzywnie kolońskiej. Wycofano ją z obiegu w lutym 1851 r.

## Awers
Na tej stronie umieszczono orła cesarstwa rosyjskiego – dwugłowy orzeł z trzema koronami, w prawej łapie trzyma miecz i berło, w lewej jabłko królewskie, na piersi tarcza herbowa ze Św. Jerzym na koniu powalającym smoka, wokół tarczy łańcuch z krzyżem Św. Andrzeja, na skrzydłach orła sześć tarcz z herbami – z lewej strony Kazania, Astrachania, Syberii, z prawej strony Królestwa Polskiego, Krymu i Wielkiego Księstwa Finlandii. Na dole, po obu stronach ogona orła, znajduje się znak mennicy w Warszawie – litery M W. W roczniku 1837 istnieją monety, na których umieszczono błędny znak mennicy – W M.

## Rewers
Na tej stronie w wieńcu umieszczono nominał 1, poniżej napis „GROSZ”, a pod nim rok 1835, 1836, 1837, 1838, 1839, 1840 lub 1841.

## Opis
Monetę bito w mennicy w Warszawie, w miedzi, na krążku o średnicy 19 mm, masie 2,9 grama, z rantem gładkim. Według sprawozdań mennicy w latach 1835–1849 w obieg wypuszczono 16 002 969 sztuk monet. Dokładne podanie nakładu jest jednak niemożliwe, ponieważ w 1835 roku monetę bito razem z 1 grosz polski (1816–1835), a mennica w swoich sprawozdaniach raportowała jedynie liczbę wprowadzanych do obiegu monet konkretnego nominału, bez podawania typu.
Stopień rzadkości poszczególnych roczników i typów monet przedstawiono w tabeli:
| Rocznik      | Znak mennicy | Stopień rzadkości | Szacowana liczba egzemplarzy | Uwagi | Liczba odmian | Liczba odmiana z wariantami | Zdjęcie |
| ------------ | ------------ | ----------------- | ---------------------------- | --- | ------------- | --------------------------- | ------- |
| 1 grosz 1835 | M W          | R                 | 80 001–400 000               | bito również monety 1 grosz polski (1816–1835); odmiany różnią się liczbą pęczków liści na rewersie – 5 albo 6 (R5)                                                                                   | 2             | 3                           |         |
| 1 grosz 1836 | M W          | R                 | 80 001–400 000               | odmiany różnią się: Św. Jerzym w płaszczu lub bez, ogonem orła o siedmiu albo o pięciu piórach | 3             | 4                           |         |
| 1 grosz 1837 | M W          | R                 | 80 001–400 000               | odmiany różnią się: Św. Jerzym w płaszczu lub bez, koroną małą lub dużą, literą G z szeryfem lub bez                                                                                                  | 3             | 5                           |         |
| 1 grosz 1837 | W M          | R5                | 26–120                       | |               |                             |         |
| 1 grosz 1838 | M W          | R                 | 80 001–400 000               | odmiany różnią się: Św. Jerzym w płaszczu lub bez, literą G z szeryfem lub bez | 2             | 3                           |         |
| 1 grosz 1839 | M W          | R                 | 80 001–400 000               | odmiany różnią się: Św. Jerzym w płaszczu lub bez, wąską lub szeroką tarczą herbową, małymi lub dużymi cyframi daty; istnieją również odmiany z dodatkową kropką lub dodatkowymi kropkami na rewersie | 5             | 7                           |         |
| 1 grosz 1840 | M W          | [ 23 ]            | > 400 000                    | odmiany różnią się: literą G z szeryfem lub bez, małymi lub dużymi cyframi daty | 2             | 4                           |         |
| 1 grosz 1841 | M W          | R                 | 80 001–400 000               | |               |                             |         |

W przypadku jednogroszówki odmiany z dodatkowymi kropkami na rewersie występują dla rocznika 1839, inaczej niż dla pozostałych nominałów groszowych. W tabeli poniżej zebrano rozpoznane odmiany kropkowe:
|              | Dodatkowe kropki          | Stopień rzadkości | Szacowana liczna egzemplarzy | Zdjęcie |
| ------------ | ------------------------- | ----------------- | ---------------------------- | ------- |
| 1 grosz 1839 | kropka po roku 1839       | [ 27 ]            | > 400 000                    |         |
| 1 grosz 1839 | kropka po GROSZ           | [ 28 ]            | > 400 000                    |         |
| 1 grosz 1839 | kropki po roku i po GROSZ | R                 | 80 001–400 000               |         |

Moneta była bita w latach panowania Mikołaja I, więc w numizmatyce rosyjskiej zaliczana jest do kategorii monet tego cara.

## Nowe bicie
Dla wszystkich roczników, poza 1835, istnieją monety nowego bicia z 1857 r. z mennicy w Warszawie.